# Oberonia segawae
Oberonia segawae är en orkidéart som beskrevs av T.C.Hsu och Shih Wen Chung. Oberonia segawae ingår i släktet Oberonia och familjen orkidéer. Inga underarter finns listade i Catalogue of Life.